# 風間完
風間 完（かざま かん、1919年1月19日 - 2003年12月27日）は、日本の挿絵画家である。美人画、風景画に加え、数々の新聞・雑誌の小説の挿絵を手がけ、1966年（昭和41年）の朝の連続テレビ小説「おはなはん」（NHK）のタイトル画などでも知られる。

## 人物
1939年（昭和14年）に東京高等工芸学校木材工芸科（正しくは木材工芸別科、現：千葉大学）を卒業後、2年間兵役に服し、病を得て帰還後、内田巖、猪熊弦一郎、荻須高徳に師事した。
1953年（昭和28年）、朝日新聞夕刊小説の邦枝完二「恋あやめ」で挿絵デビュー、翌年には新制作派協会会員となった。1957年（昭和32年）から2年間パリへ留学、グランド･ショーミエール研究所で学び、版画家ジョニー・フリードランデルに師事した。1967年（昭和42年）、再びパリに渡り、フリードランデル工房にて銅版画制作を行った。
風間は、東京の中野に自宅・アトリエを持っていた。

## 受賞
- 1949年：新製作派協会の新作家賞
- 1964年：講談社挿絵賞
- 2002年：菊池寛賞

## 家族
兄の風間真一は、編集者であり、三木蒐一の筆名で『地下鉄サム』に影響された小説「地下鉄伸公」を書いた。妹は随筆家の十返千鶴子。風間自身は妻とのあいだに3人の息子をもうけた。

## 刊行出版
- 『この町 この味』光文社、1983年
- 『さし絵の余白に』文化出版局、1983年
- 『風間完自選集』朝日新聞社、1985年 - 大著
- 『エンピツ画のすすめ』朝日文庫、1987年
- 『旅のスケッチ』富士見書房、1992年
- 『風間完 旅のスケッチ帖』角川書店、1995年
- 風間研 『挿絵画家 風間完』平凡社、2023年 - 著者は長男